# Riksäpplet (Schiff, 1663)
Die Riksäpplet (zu deutsch „Reichsapfel“), auch kurz Äpplet, war ein 1663 zu Wasser gelassenes schwedisches Segelkriegsschiff mit 84–91 Kanonen, das an der Seeschlacht bei Öland teilnahm und eines der größten seegängigen Schiffe ihrer Zeit war. Sie fungierte in der Schlacht als Flaggschiff von Admiralleutnant Christer Boije. 1676 lief sie vor Dalarö auf einen Felsen und sank – nur 50 Besatzungsmitglieder konnten gerettet werden. Teile des Wracks sind nach einer Sprengung in den 1920er Jahren am Stockholmer Rathaus verbaut.

## Das Schiff

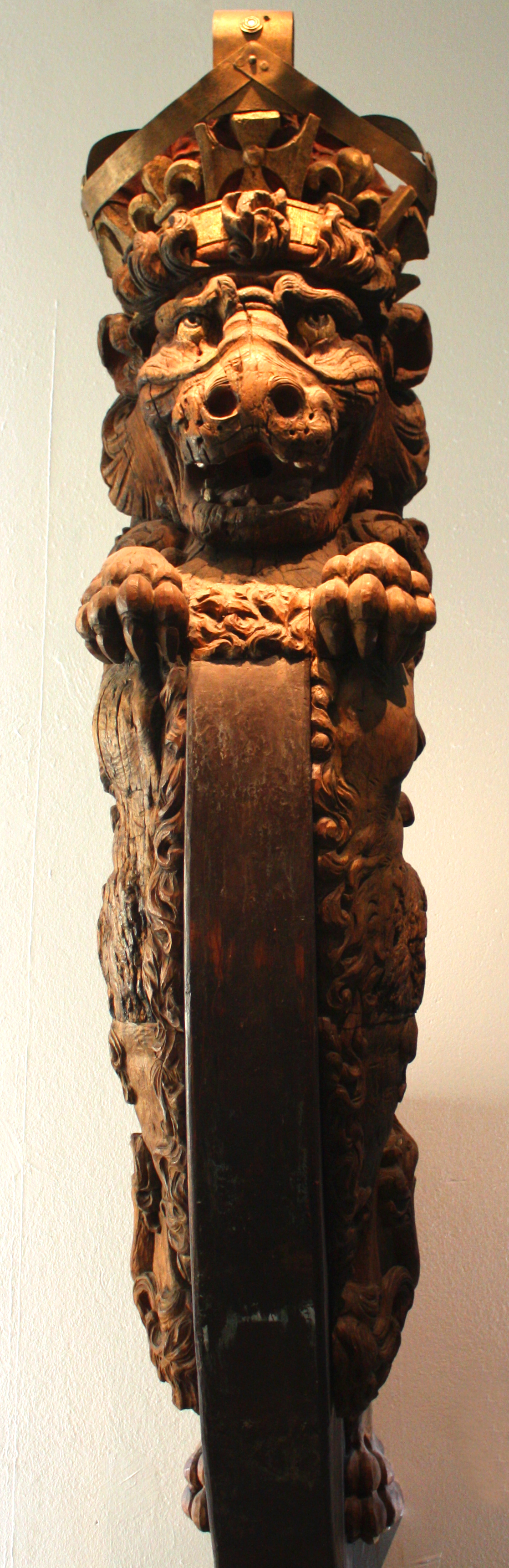
Galionsfigur der Riksäpplet im Seehistorischen Museum

Der Name „Reichsapfel“ ist den schwedischen Reichsinsignien entnommen. Zur selben Zeit wurden auch andere Schiffe nach den Insignien benannt, die ein schwimmendes Symbol für die Bedeutsamkeit der Schwedischen Krone darstellen sollten: Kronan (Reichskrone), Svärdet (Das Schwert) und Riks-Nyckeln (Reichsschlüssel). Schiffe mit diesen Namen waren meist die größten in der Flotte.
Die Riksäpplet wird stellvertretend in Bezug auf die Unterbringung seiner Besatzung von vielen Fachleuten auch als Spiegelbild der damaligen Gesellschaft angesehen: Der König steuert die staatlichen Geschicke an der Spitze einer sinnbildlichen Pyramide, gefolgt von der breiteren Aristokratie und schließlich der großen Masse des gemeinen Volkes.
Im übertragenen Sinne war somit auf dem obersten geschlossenen Deck des Schiffes mit entsprechend üppigem Freiraum der meist adlige Admiral entsprechend seiner Funktion und Machtstellung untergebracht, der die Befehlsgewalt über das Schiff hatte. In darunter gelegenen Decks folgten Offiziere, andere Ränge und schließlich auf den untersten Decks auf engstem Raum die Crew. Die räumliche Großzügigkeit der jeweiligen Unterbringung wie auch die Höhe des bezogenen Decks spiegelte somit den sozialen Rang des Besatzungsmitgliedes sehr deutlich wider.
Das Schiff war ein Rahsegler mit drei Masten (Besanmast, Hauptmast und Fockmast). Lediglich am Besanmast befand sich auf der untersten Position (Unterbesansegel) ein Lateinersegel. Zudem konnte am Bugspriet noch die Blinde gesetzt werden. Am Bugspriet befand sich eine Mars, auf der ein Bugsprietmast installiert war, an dem noch die Oberblinde (Bouvenblinde) gesetzt werden konnte.
Die Riksapplet war ein Dreidecker und schloss im Heckbereich mit einem glatten Heckspiegel ab.
Als zentraler Blickfang und repräsentatives Schnitzwerk befand sich im oberen Drittel des Heckspiegels ein Hinweis auf den Namen des Schiffes, ein allegorisch dargestellter, vergoldeter Reichsapfel.
Gerahmt war dieses bildhauerische Werk von diversen allegorischen und in barockem Stil gehaltenen Schnitzereien. Der reich verzierte Heckspiegel, der mit Säulen aus geschnitzten Frauenkörpern besetzt und auch mit Delfinköpfen versehen war, mündete an den äußeren seitlichen Enden in die Seitengalerien. Oberhalb des Heckspiegels waren drei große Hecklaternen angebracht, die das traditionelle Erscheinungsbild des Heckbereiches eines Flaggschiffes abrundeten.
Als Galionsfigur war am Bug ein königlicher Löwe angebracht.
Der Schiffskörper orientierte sich an englischen Vorbildern seiner Zeit war in der Kraweelbauweise einschließlich des Schanzkleides beplankt, die im Gegensatz zur Klinkerbauweise durch eine verhältnismäßig ebene Oberfläche gekennzeichnet war.
Neun Probebohrungen am Holz des Wracks ergaben, dass Eiche und Kiefer verbaut waren. Vier weitere Proben konnten bislang keinen einschlägigen für Schiffbau geeigneten Holzarten zugeordnet werden. Darüber hinaus muss aber auch Schwarz-Eiche im Schiffskörper enthalten gewesen sein.
Die Riksäpplet war mit bis zu 91 Kanonen ausgestattet, wobei die schwereren Kaliber auf dem unteren Waffendeck positioniert waren. Die Kanonen stammten in der Regel aus eigener, schwedischer Herstellung und waren auf den drei Waffendecks, dem Oberdeck und in den Heckspiegel integriert.
Die Äpplet ist u. a. mit Backsteinen ballastiert worden.

## Geschichte

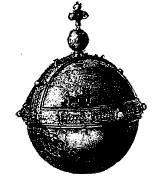
Der Reichsapfel (Riksäpplet) von Schwedens Reichsregalien, Namensgeber für das Schiff

### Konstruktion und Zeit nach Stapellauf
Die Riksäpplet wurde im Herbst 1659 beordert und auf der „alten Werft“ auf Stigberget in Göteborg gebaut. Die Kiellegung fand am 20. März 1661, der Stapellauf des Schiffs 1663 statt. Verantwortlicher Schiffbaumeister war Francis Sheldon. Als weiterer Schiffbaumeister wird auch ein Albert van Veldens aufgeführt.
Zur Geschichte nach dem Stapellauf bis zur Seeschlacht bei Öland sind keine gravierenden Einzelheiten bekannt. Verbrieft ist, dass das Schiff 1675 unter Reichsadmiral Gustaf Otto Stenbock auslief, um die dänisch-niederländische Flotte zu bekämpfen. Das Unternehmen scheiterte aber bereits 10 Tage nach dem Auslaufen, nachdem mehrere Krankheitswellen über die schwedischen Schiffe hereinbrachen und für chaotische Zustände an Bord sorgten. Stenbock kehrte heim und musste auf Anordnung der Krone mit eigenen finanziellen Mitteln für die Kosten der Mobilmachung herhalten. Für den schwedischen König Karl XI., der sich grundsätzlich dem Einfluss des vom mächtigen Hochadel kontrollierten Reichsrats entziehen wollte, war dies sowie die später erlangte Niederlage in der Schlacht von Öland gegen die niederländisch-dänischen Feinde zudem ein willkommener Vorwand, Stenbock 1676 seines Amtes zu entheben und das Reichsadmiralsamt abzuschaffen.
Zum Zeitpunkt der Schlacht von Öland ist bekannt, dass das Schiff Admiralleutnant Christer Boije als Flaggschiff diente und von Olof Eriksson Borg kommandiert wurde. Als Kapitän wurde Elias Johansson eingesetzt, der in Ewert Haas seinen Vertreter fand.
Zwei Leutnants, zwei Skipper, zwei Konstabler, ein Priester, ein Chirurg, ein Schreiber, 300 Seeleute und 139 Seesoldaten gehörten ebenfalls zur Besatzung.

### Schonischer Krieg und Seeschlacht bei Öland

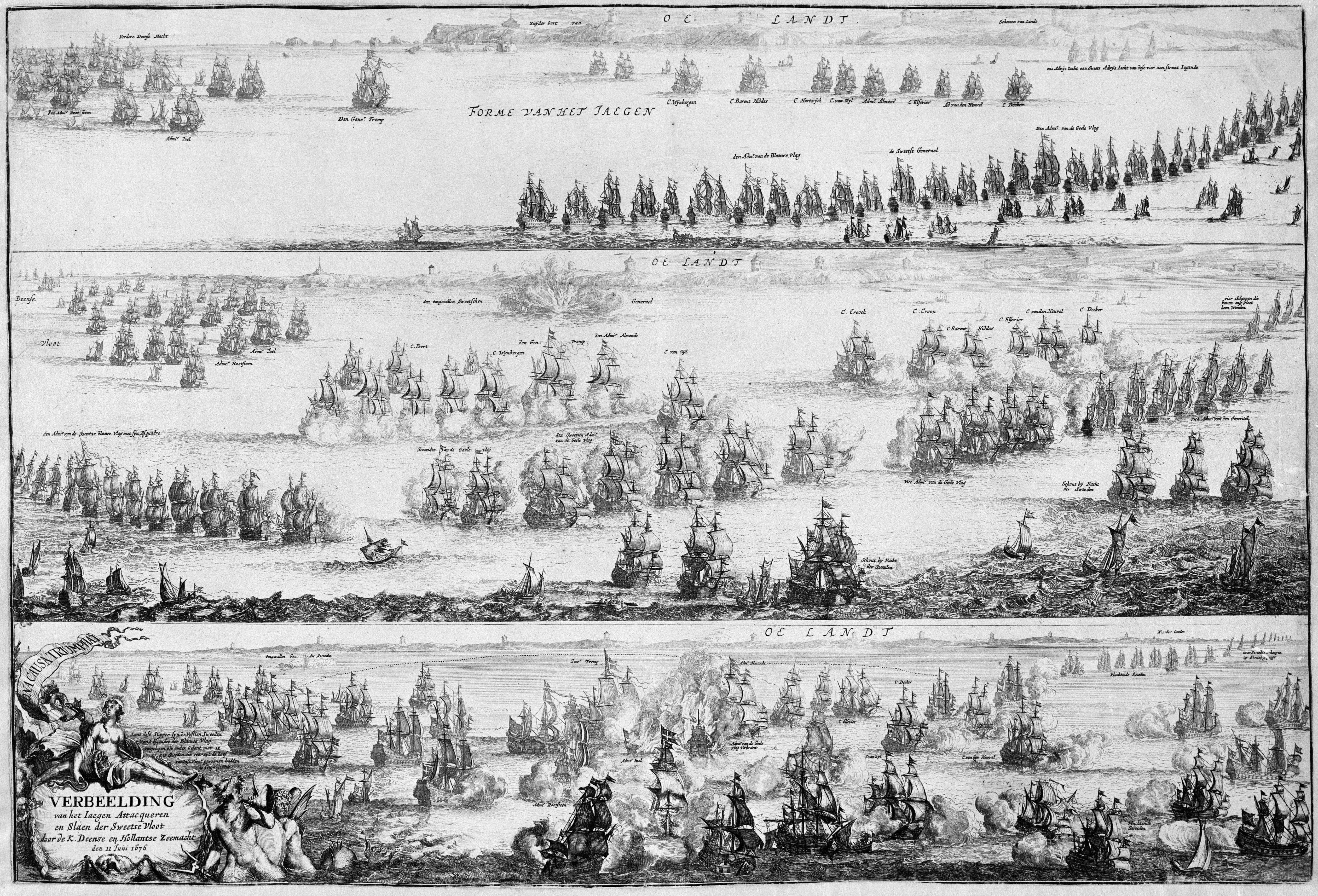
Darstellung der Schlacht von Öland in einem Kupferstich von Romeyn de Hooghe

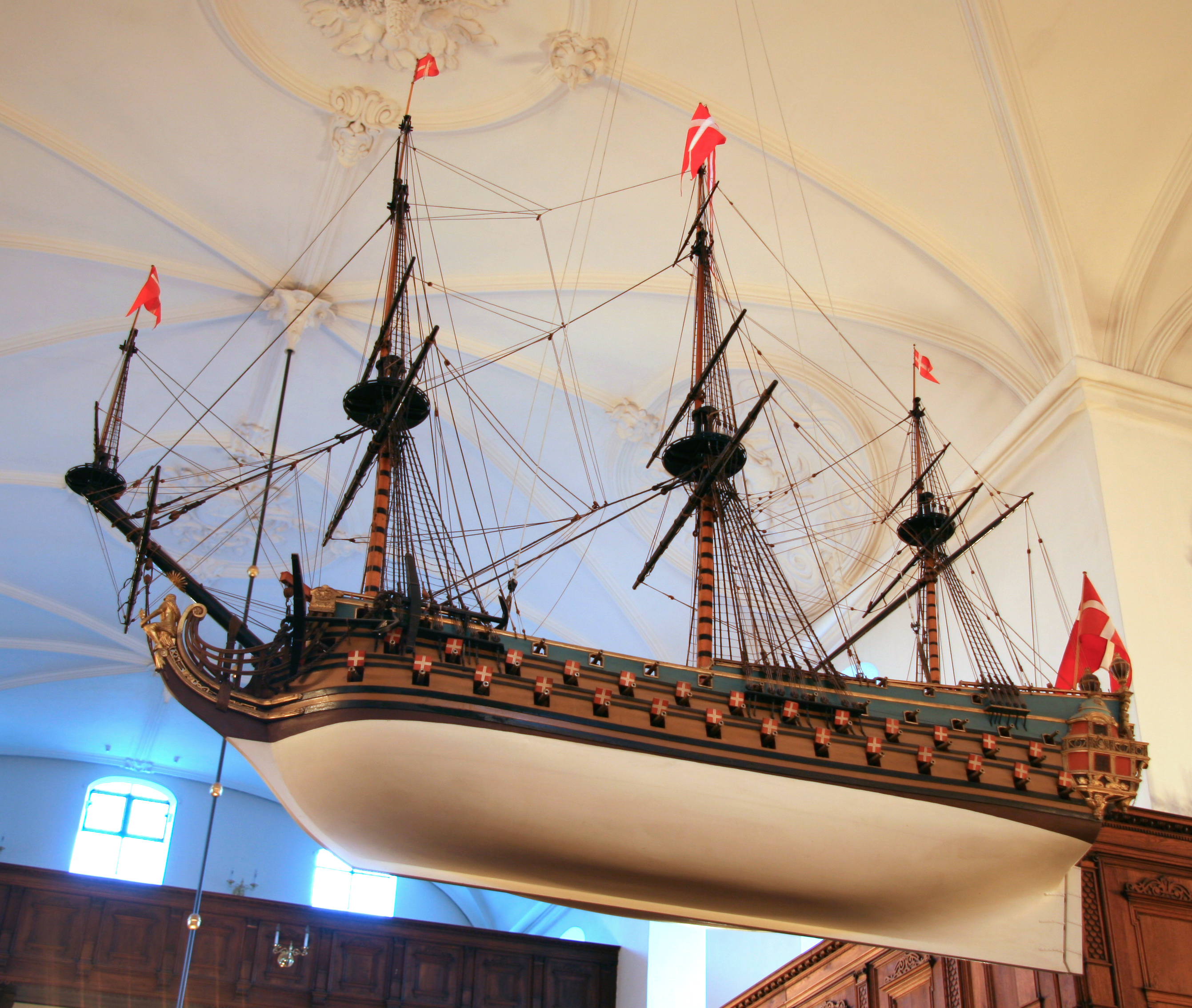
Modell des Flaggschiffs Christianus Quintus von Admiral-General Cornelis Tromp

Sowohl die Flaggschiffe Kronan und Svärdet wie auch die Riksäpplet wurden im Rahmen des Schonischen Krieges (1674–1679) eingesetzt, in dem ab 1675 Schweden und Dänemark um die ehemaligen dänischen Besitztümer in Süd-Schweden kämpften, die 1658 von Dänemark im Frieden von Roskilde an Schweden abgetreten worden waren. Die Riksäpplet, das drittgrößte Schiff der Flotte, sollte im Juni 1676 zur schwedischen Flotte vor der Insel Öland stoßen, um gegen eine vereinigte niederländisch-dänische Flotte eine Schlacht um die Seeherrschaft auf der Ostsee zu bestreiten.
Flaggoffizier der Riksäpplet war zu diesem Zeitpunkt Christer Boije, der als Admiralleutnant einen Teil der schwedischen Flotte kommandierte.
Am 1. April 1676 gegen 11:00 Uhr, der Feind war bereits auf nahe Distanz herangekommen, gab die in Kiellinie segelnde Svärdet einen Signalschuss ab. Der recht seeunerfahrene Freiherr Lorentz Creutz der Ältere, der erst ein Jahr zuvor zum Oberbefehlshaber der schwedischen Flotte ernannt worden war, fehlinterpretierte das Signal und ließ sein Flaggschiff Kronan unter vollen Segeln und bei geöffneten Stückpforten ein hartes Wendemanöver durchführen. Das Schiff wurde dabei durch eine Böe erfasst und krängte so sehr, dass erhebliche Wassermengen über die offenen Stückpforten in den Schiffskörper eindrangen und das Schiff Schlagseite erhielt.
Durch diese Schlagseite lösten sich offenbar auch einige Kanonen aus den an den Bordwänden zur Verankerung vorgesehenen Brooktauen und verlagerten den Schwerpunkt des Schiffes nochmals ungünstiger auf die nun teilweise im Wasser liegende Seite des Schiffes. Umherfliegende Zündlunten oder Laternen, die mit Schwarzpulver in Kontakt kamen, lösten schließlich eine Kettenreaktion aus, die zu einer Explosion der Pulverkammer führte. In der Folge begann das Schiff zu sinken.
Die Svärdet eilte der sinkenden Kronan noch zu Hilfe und kollidierte sogar mit ihr, musste dann aber schließlich abfallen, um Kollisions- oder Feuerschäden zu vermeiden.
Offenbar demoralisiert und schockiert vom frühen Verlust des Führungsschiffes und des Oberbefehlshabers der eigenen Flotte, geriet die schwedische Schlachtlinie schnell in Unordnung, zumal die schwedische Vorhut aus der Schlacht flüchtete.
Die Äpplet flüchtete zusammen mit dem restlichen Geschwader aus der Schlacht und ging auf Höhe Dalarö für mehrere Tage vor Anker. Als Gerüchte aufkamen, dass die dänisch-niederländische Flotte in Richtung Dalarö nachsetzte, wurde der Ankerplatz des Schiffes dichter an die dortige Hafenfestung gebracht, so dass diese ebenfalls in mögliche Gefechte eingreifen konnte. Allerdings kam in der darauffolgenden Nacht ein heftiger Sturm auf. Da die Schiffsbesatzung die Befürchtung hatte, dass das Schiff auf den nahegelegenen Klippen zerschellen könnte, gab man den Ankerleinen, an denen das Schiff auf Position gehalten wurde, etwas Spiel. Unklar ist nun, ob dies oder ein Losreißen von den Ankertrossen zum Unglück führten: letztlich driftete es am 5. Juni 1676 auf eine kleine Schäre und schlug hier so erheblich an Felsen Leck, dass es trotz Einsatz sämtlicher Pumpen und vergeblicher Versuche, die Lecks zu schließen, schließlich aufgegeben werden musste und versank.
Etwa 50 Besatzungsangehörige wurden im Sturm von nachstoßenden dänischen Schiffen gerettet. Die restliche Besatzung kam beim Schiffbruch ums Leben.
Die schwedische Krone verlor somit fast zeitgleich drei stolze schiffbauliche Repräsentanten des Reiches, symbolisch sogar drei seiner Reichsregalien (Krone, Schwert, Reichsapfel) und somit die größten Schiffe der Flotte, was der alliierten dänisch-niederländischen Flotte zumindest bis Jahresende eine Vormachtstellung sicherte.

## Wrack und Verbleib einzelner Schiffsteile

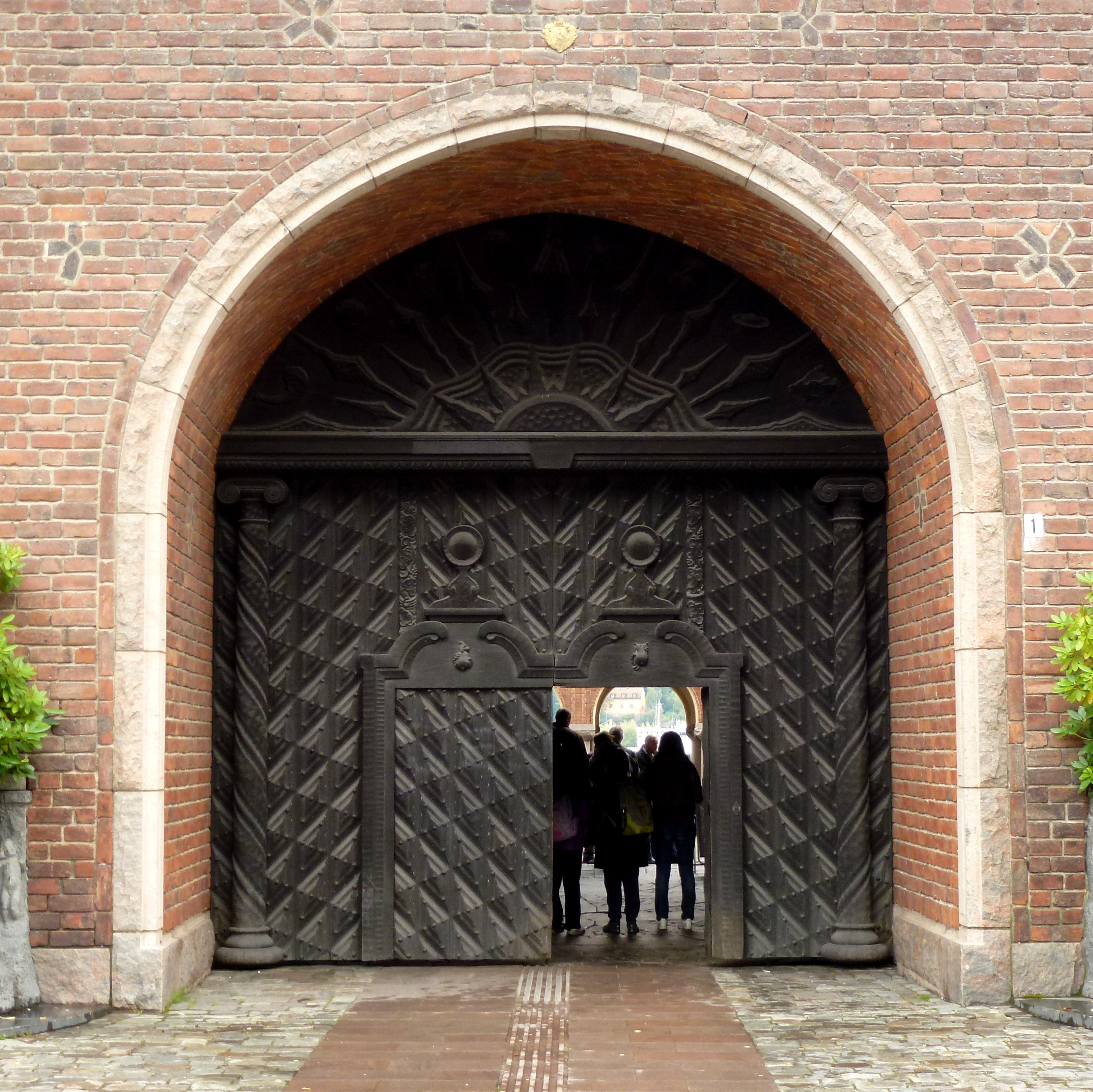
Das Huvudportal des „Stockholmer Stadshus“ aus Schwarz-Eiche vom Segelkriegsschiff Riksäpplet

Bis Anfang des 20. Jahrhunderts verblieb das Wrack weitestgehend unbeachtet vor Dalarö in 15 m Tiefe an der Stelle, an der es 1676 zerschellte. Bis zu diesem Zeitpunkt war es offenbar in einem besser erhaltenen Zustand, als die später gehobene Vasa. Sogar die Kanonenlafetten befanden sich noch an ihren vorgesehenen Stellen an Deck.
Es wurden jedoch Holzverwertungsbetriebe auf das Wrack aufmerksam, die es insbesondere auf die im Rumpf verbauten Teile aus Schwarz-Eiche abgesehen hatten. Sie sprengten das Wrack 1921 und beuteten es weitestgehend aus. Andere Quellen beziffern die Sprengung des Wracks auf die 1930er-Jahre.
Eines der hölzernen Rathaustore des Stockholmer Rathauses, das Huvudportal, wurde aus dem Holz des Schiffes gefertigt und ist auch heute noch zu bewundern.
Einige Wrackteile, darunter die Galionsfigur, befinden sich zudem im Seehistorischen Museum (Sjöhistoriska Museet) zu Stockholm.
Anders Franzén, der 1956 durch die Wiederentdeckung der 1628 versunkenen Vasa berühmt wurde, war auch maßgeblich an der Erforschung des Wracks der Riksäpplet beteiligt.
Das Wrack selber ist mittlerweile weitestgehend zerstört und in Einzelteilen über dem Meeresboden verstreut, einige wenige noch aufrecht stehende Spanten lassen dabei aber noch die Maße des Schiffes erahnen.